# Homosexuelle Aktion Westberlin
L'Action Homosexuelle de Berlin-Ouest (HAW) est l'une des toutes premières organisations gay et lesbienne ouest-allemandes.

## Histoire
En août 1971, à la suite de la projection du film de Rosa von Praunheim, Ce n'est pas l'homosexuel qui est pervers, mais la situation dans laquelle il vit, au cinéma l'Arsenal, une cinquantaine de personnes se réunissent pour planifier la création de l'Action Homosexuelle de Berlin-Ouest (HAW). Essentiellement composée d'étudiants gays politiquement engagés à gauche, l'un des points centraux des activités de l'HAW est la lutte pour la suppression du paragraphe 175 du Code pénal allemand.
Au moment de la Pentecôte, l'HAW organise entre 1972 et 1975 des réunions auxquelles sont invités des groupes homosexuels d'autres villes de la RFA pour aborder des sujets liés à la communauté et plus généralement aux luttes de gauche. Au cours de l'édition de 1973 a lieu la « Tuntenstreit », qu'on pourrait traduire en français par la « querelle des tantouzes », et qui marque la scission de l'HAW en deux groupes : en une aile intégrationniste composée de marxistes orthodoxes, et une faction radicale et féministe.
Au printemps 1972, un groupe de femmes dirigé entres autres par Gisela Necker est formé au sein de l'HAW, ce qui mène à la création en 1974 des Rencontres du Printemps Lesbien puis à celle du Centre d'Action Lesbienne de Berlin-Ouest en 1975. 
Après de violentes disputes sur la ligne politique à suivre, la HAW éclate finalement et une nouvelle génération de militants transforme les locaux de l'association en 1977 en un centre gay, le SchwuZ. La HAW perds quant à elle progressivement de son influence.
Durant les années 1980, l'Action Homosexuelle de Berlin-Ouest entretient également des liens étroits avec le projet Tuntenhaus du numéro 55 de la Bülowstraße.

L'HAW est finalement radiée du registre des associations le 25 août 1999, principalement pour des raisons financières.

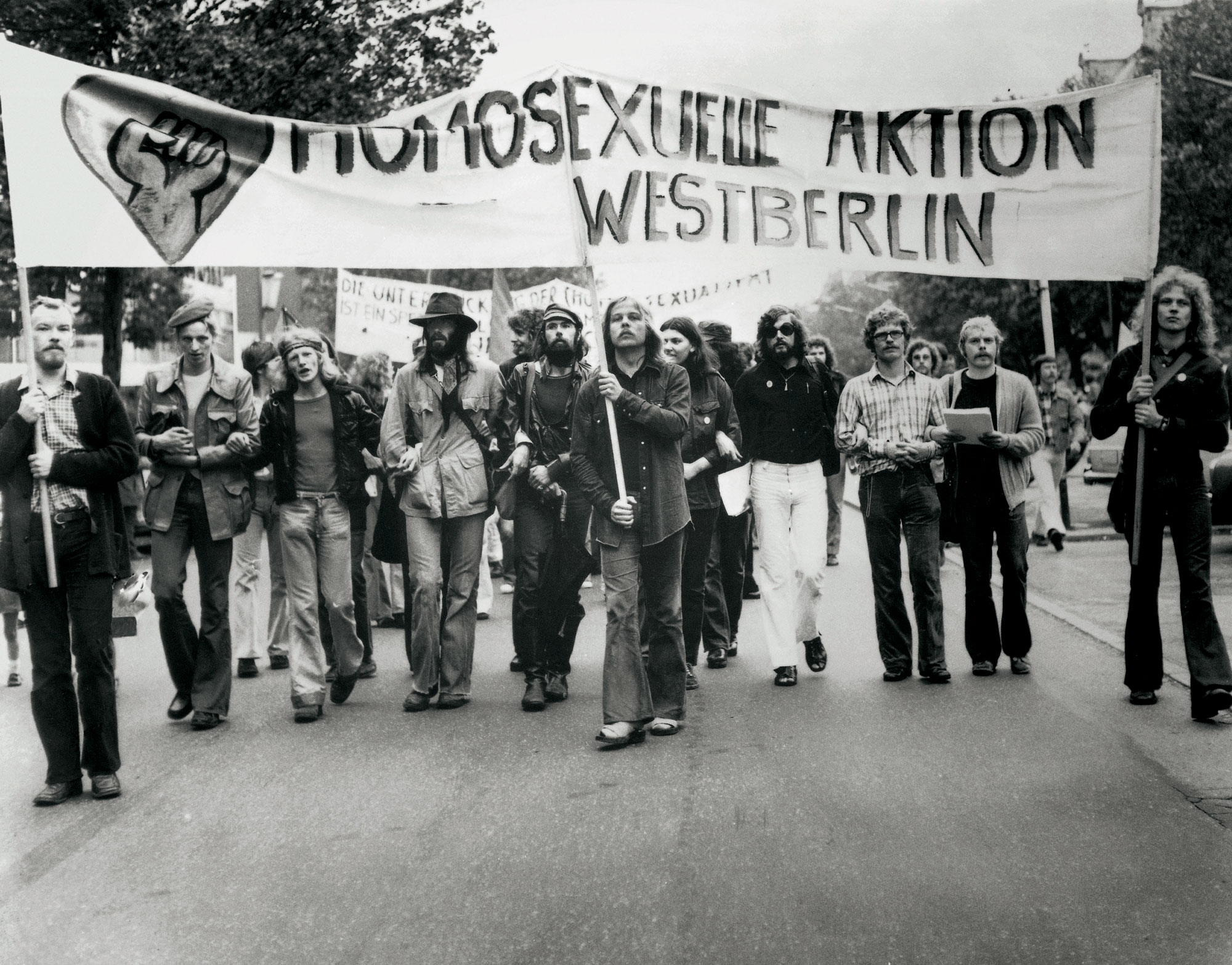
Manifestation du HAW à la Pentecôte, le 9 juin 1973.